# Le Cousin Pons
Pour les articles homonymes, voir Cousin Pons et Pons.
Le Cousin Pons est un roman d’Honoré de Balzac, paru en feuilleton en 1847 dans Le Constitutionnel, et publié en volume la même année. Ce roman fait partie des Scènes de la vie parisienne dans la section Les Parents pauvres, où Le Cousin Pons voisine avec La Cousine Bette, dont il est en quelque sorte le symétrique. Le cousin est aussi bon et naïf que la cousine est aigrie et nuisible.

## Résumé
Sylvain Pons est un vieux musicien désargenté, vivant avec son fidèle ami, l’Allemand Schmucke, musicien comme lui, dans des conditions presque sordides sous la coupe de la concierge de leur immeuble, madame Cibot.
La description physique du bonhomme Sylvain Pons en souligne le ridicule : 

« En conservant dans quelques détails de sa mise une fidélité “quand même” aux modes de l’an 1806, ce passant rappelait l’Empire sans être par trop caricature. Pour les observateurs, cette finesse rend ces sortes d’évocations extrêmement précieuses. Mais cet ensemble de petites choses voulait l’attention analytique dont sont doués les connaisseurs en flânerie ; et, pour exciter le rire à distance, le passant devait offrir une de ces énormités à crever les yeux, comme on dit, et que les acteurs recherchent pour assurer le succès de leurs entrées. Ce vieillard, sec et maigre, portait un spencer couleur noisette sur un habit verdâtre à boutons de métal blanc !… Un homme en spencer, en 1844, c’est, voyez-vous, comme si Napoléon eût daigné ressusciter pour deux heures. »

Le spencer de Pons le classe déjà dans les gens démodés. Maurice Ménard le place dans la même catégorie que le père Séchard des Illusions perdues, le père Grandet ou le père Goriot : ce sont des hommes égarés dans une époque qui n’est pas la leur.
Sylvain Pons a deux autres manies qui feront de lui une victime : sa gourmandise et la passion de collectionner les objets précieux et les tableaux de maître. Il est prêt à subir toutes les humiliations pour être invité à un bon repas dans la riche famille de ses cousins les Camusot de Marville, nobles de fraîche date qui le méprisent. Les Camusot sont des parvenus, gens de robe à l’honnêteté douteuse (juge Camusot), à peine plus éduqués que madame Cibot et tout aussi rapaces qu’elle. Ils n’ont pas compris l’esprit délicat de leur parent pauvre et ne le comprendront jamais. Mais le jour où l’on s’aperçoit que sa collection vaut une fortune, ce sera une bataille féroce où s'affronteront la cousine Camusot, madame Cibot, le brocanteur Rémonencq et le collectionneur Élie Magus pour s’approprier le trésor, avec l'aide du médecin Poulain et de son complice, l'avoué déchu Fraisier.

## Analyse
Le roman reprend la structure tripartite caractéristique des œuvres balzaciennes : exposition lente qui contient des forces non encore enchaînées, tension progressive par convergence d'éléments, puis précipitation du drame. Mais les douloureuses obsessions de l'auteur influent sur le choix et la vision du sujet : la persécution de Pons, qui ne vit que par la passion de l'art et les délicatesses du cœur, et qui finit écrasé par la société, par la violence et la vénalité des riches et des pauvres, de la bourgeoisie et du peuple. Le roman est aussi une réflexion et une rêverie sur l'énergie : la collection, comme la gourmandise, est une double compensation, matérielle et passionnelle, du manque d'argent et d'amour. Comme dans La Peau de chagrin, le problème est de se méfier du désir si l'on veut durer et construire.

## Adaptations au cinéma et à la télévision
- 1914 : Cousin Pons, film réalisé par Travers Vale.
- 1924 : Cousin Pons, film réalisé par Jacques Robert.
- 1976 : Le Cousin Pons, téléfilm réalisé par Guy Jorré.